# Audi RSQ
Audi RSQ é um carro conceito de motor central desenvolvido pela Audi AG para uso como produto no filme de ficção científica de 2004, I, Robot. Destinado a representar um automóvel tecnologicamente avançado na paisagem urbana de Chicago a partir do ano 2035.
Este coupé esportivo é uma interpretação visionária do design típico de automóveis da Audi . Um importante desafio apresentado aos designers foi que, para que o carro fosse bem sucedido na publicidade da Audi como produto, apesar de seu caráter extremo, o carro ainda tinha que ser reconhecido por aqueles membros da audiência familiarizados com os desenhos dos carros como um Audi. Para acomodar essa demanda, os engenheiros implementaram um design de front-end atual da Audi que inclui o "Audi Single-Frame Grille " trapezoidal , a marca da empresa sobreposta a quatro anéis e o Multi Media Interface (MMI) sistema de controle motorista-para-carro. O RSQ também inclui recursos especiais sugeridos pelo diretor de cinema Alex Proyas. O carro usa esferas em vez de rodas convencionais. Suas duas portas borboleta reversas são articuladas aos postes C da carroceria. Teve influencias do Audi Le Mans Quattro e influenciou o design do Audi R8.
Embora este tipo de colaboração tenha sido a primeira da Audi, um projeto semelhante chamado Lexus 2054 foi desenvolvido pela Lexus para uso no filme Minority Report de 2002.